# سقوط كابل (2001)
وقع سقوط كابل في عام 2001 أثناء الحرب في أفغانستان. بدأت قوات التحالف الشمالي هجومها على المدينة في 13 نوفمبر وحققت تقدما سريعا ضد قوات طالبان التي أضعفتها الضربات الجوية الأمريكية والبريطانية بشدة. تقدمت هذه القوات قبل الموعد المحدد، وفي اليوم التالي دخلت قوات التحالف الشمالي (بدعم من ODA 555) دخلت كابل ولم تواجه أي مقاومة داخل المدينة. تراجعت قوات طالبان إلى قندهار في الجنوب.
وإلى جانب سقوط مزار الشريف قبل خمسة أيام، كان الاستيلاء على كابل بمثابة ضربة كبيرة لسيطرة طالبان على أفغانستان.
نتيجة لجميع الخسائر، تراجع أعضاء حركة طالبان والقاعدة الناجين الي قندهار، مسقط رأس الروحية وموطن حركة طالبان، وتورا بورا.